# 马柴厄斯 (纽约州)
马柴厄斯（英語：Machias）是美国纽约州卡特罗格斯县的一个镇，地处卡特罗格斯县东北部， 同时位于萨拉曼卡东北。2010年美国人口普查时，该镇有31,632人。最初的定居者于1813年左右来到此地。1827年，马柴厄斯镇正式建立。其名称源于缅因州的马柴厄斯。